# Yogaformer
Yogaformer syftar på olika former av yoga. Yogaformerna har sin grund i de fyra yogavägarna som består av:
- Rajayoga (Kunglig yoga)
- Bhaktiyoga (Hängivenhetens Yoga)
- Jnanayoga (Kunskapens Yoga)
- Karmayoga (Handlingens Yoga)

## Fysisk yoga

### Bakgrund
Hathayoga har beskrivits som ett "paraplybegrepp för all typ av fysisk yoga" och majoriteten av yogaformerna har utvecklats med hathayoga som grund. En förgrening från hathayoga är flowyoga, där man i den förstnämnda gör en asana i taget medan man i flowyoga (så som ashtanga yoga) gör asanas i ett flow.
Hathayoga utvecklades under 1400-talet även om andningsteknikerna som används är betydligt äldre än så. Hathayoga är en väg för att nå rajayoga.

### 1900-tal
På 1920-talet inkluderades andra fysiska övningar än asanas i hathayogan. Detta för att få en "flytande yogastil som var mer fysisk än andlig". Vinyasayoga utvecklades av Krishnamacharya på 1940-talet. Även han lade större vikt vid det fysiska än vid det andliga. I vinyasa-yoga läggs stor vikt vid övergångar mellan asanas och andning i rörelse. En utveckling av vinyasayoga är den betydligt senare tillkomna jivamuktiyogan.
På 1950-talet inkluderade The Beatles andlige rådgivare transcendental meditation till hathayoga och det är i den formen hathayoga senare blev världskänd. En annan form av yoga som fick internationell spridning under 1950-talet är iyengar yoga som utvecklades av Bellur Krishnamachar Sundararaja Iyengar. I yogaformen läggs stor vikt vid hur asanas utförs och därför används ofta hjälpmedel som klossar, stolar, bälten och rep inom iyengaryoga.
Ashtanga yoga, ibland även kallad rajayoga, senare känd som ashtanga vinyasa-yoga, bygger på yogans åtta vägar. Formen blev känd under 1900-talet och fick internationell spridning under 1970-talet. Kännetecknande för yogaformen är:
- andningsteknik (Ujjayi Pranayama)
- kroppslås (Bandhas)
- fokuseringspunkt (Drishti)
- andning synkroniserat med rörelse (Vinyasa)

Under 1980-talet utvecklades ashtanga-vinyasa-yoga än mer av amerikanerna Beryl Bender Birch och Bryan Kest utvecklade poweryogan.
En annan yogaform som fick stor spridning under 1970-talet var bikramyoga som utvecklades av Bikram Choudhury. Bikramyoga är en typ av hot yoga, med en fast rutin som följs varje klass. Ännu en yogaform som har sin grund i 1970-talet är yinyoga. Ursprungligen utvecklades formen av Paulie Zink som blandade hathayoga med taoistisk yoga. Under 1980-talet utvecklades Zinks yogaform av Paul Grilley som även inkluderade kinesologi och tantrisk yoga i sin utövning. Namnet yinyoga kommer från författaren Sarah Powers, en av Grilleys elever. En modernare form av hathayoga är anusarayoga startad av John Friend 1997 med en filosofisk grund i tantra.

### 2000-tal
En av de yogaformer som tillkommit under 2000-talet är antigravity yoga, som lanserades av amerikanen Christopher Harrison. Det är en mix av aerial yoga, akrobatik samt pilates och har beskrivits som en av de mer fysiskt krävande yogaformerna.

### Terapeutisk yoga
Medicinsk yoga är en svensk yogaform som utvecklades under 1990-talet. Yogan är utvecklad under vetenskapliga studier sedan 1998 och en för hälso- och sjukvården kvalitetssäkrad yogaform. Metoden är utformad som en terapeutisk yogaform med utgångspunkt i kundaliniyoga med fokus på djupandning. En annan typ av terapeutisk yoga är traumaanpassad yoga som utvecklades 2002 på Trauma Center i Massachusetts av David Emerson med flera. Den togs fram för att patienter ska känna trygghet samtidigt som de deltar i övningar som har fokus på kroppen, något som annars kan vara överväldigande för personer som utsatts för trauman. Formen är särskilt  anpassad för att lindra symptom för vuxna personer med posttraumatiskt stressyndrom (PTSD) och komplext posttraumatiskt stressyndrom (Komplext PTSD).

## Filosofisk yoga
Karmayoga är ett sätt att leva snarare än en fysisk aktivitet, det kan närmast beskrivas som en livsfilosofi. Syftet är att kontrollera och släppa taget om egot, vilket ska rena sinnet och hjälpa till att uppnå en persons sanna jag. Detta görs genom osjälviska handlingar.

## Andra yogaformer

### Tantriska traditionen som grund
Yoga Nidra har sitt ursprung i den tantriska traditionen. Dess nuvarande form utarbetades av Swami Satyananda Saraswati på 1960-talet och är en pratyahara-teknik för att dra tillbaka sinnena från omgivningen och bygga upp ett medvetet lugn inom sig. Även Kriyayoga, som i grunden är en gammal yogaform men som blev allt mer spridd under 1900-talet, är en yogaform som har sitt ursprung I den tantriska traditionen.

### Övriga yogaformer
Skrattyoga är en yogaform som uppstod under mitten av 1990-talet. Grundare var Madan Kataria. Skrattyoga kombinerar andningstekniker från yoga med skrattmeditation.
Stillhetens yoga är en kristen yoga som har utvecklats under 2000-talet och beskrivs som en "bön där hela kroppen deltar" snarare än en träningsform.